# 史志义
史志义（1938年12月—），男，四川峨边人，中华人民共和国政治人物，曾任四川省政协副主席，第六届全国人大代表。